# María de Ximildegui
María de Ximildegui (1588-?) fue una mujer española arrepentida de practicar la brujería y que ayudó a desencadenar el proceso inquisitorial en Zugarramurdi acusando de ser brujas a otras mujeres y hombres de la zona.

## Biografía
Era hija de padres franceses y se crio en Zugarramurdi, aunque en el año 1604, con dieciséis años, se fue con su padre a Ciboure en Francia. Allí, trabajaba de moza y conoció a otra joven de nombre de Catalina que la inició en la brujería, y con quien mantenía una relación íntima. Para poder acudir a los aquelarres, Ximildegi tuvo que renegar de Dios y de la Virgen María. Desarrolló sus conocimientos de brujería durante un año y medio y finalmente se volvió a Zugarramurdi en 1608, cuando tenía veinte años. 
Ximildegui contó que su tiempo pasado en Francia le había convertido en una maestra de brujas, volando en escobas y bailando para el diablo. Y se unió a los encuentros de brujería para untarse pócimas y sustancias psicotrópicas en las cuevas navarras. Sin embargo, se acabó arrepintiendo y denunció a otros brujos al abad de Urdax, lo que provocó la llegada de la Inquisición de Logroño a principios de diciembre de 1609, con Alonso de Salazar y Frías como uno de los inquisidores principales del proceso.
De las personas que Ximildegui acusó de brujería, se encuentran María de Jureteguia, y su marido Esteve de Navarcorena, así como otras diez personas, en total, cuatro mujeres, seis hombres y dos niños.